# Nikolai Abraham Abildgaard
Nikolai Abraham Abildgaard (a veces su primer nombre aparece como Nikolaj o Nicolaj) (Copenhague 11 de septiembre de 1743 - Frederiksdal 4 de junio de 1809). Fue un arquitecto, escultor y pintor danés, apodado el Rafael del Norte; tuvo un rol importante para la difusión del Neoclasicismo en su país.

## Vida y obra
Hijo del pintor y anticuario Søren Abildgaard (1718-1791), estudió pintura en la Real Academia Danesa de Arte (Det Kongelige Danske Kunstakademi) con Johan Edvard Mandelberg y Johannes Wiederwelt, como ayudante del primero colaboró en la decoración del Palacio real de Fredensborg.
En 1709 realizó las decoraciones de Fredensborg; allí se perciben los influjos estéticos de los franceses Claude Lorrain y Nicolas Poussin (téngase en cuenta que el maestro de N. Abildgaard, Mandelberg, había sido discípulo del pintor galante francés François Boucher).
El 23 de marzo de 1741 se desposó con Anna Maria Oxholm.
Entre 1772 y 1777 realizó un viaje de estudios a Roma donde estudió los frescos de Annibale Carracci y las pinturas y esculturas de Rafael, Tiziano, Miguel Ángel, al tiempo que se relacionaba con el escultor sueco Johan Tobias Sergel y el pintor suizo Johann Heinrich Füssli, quienes ejercieron una gran influencia para la consolidación de Abildgaard en el Neoclasicismo, ya aprendido en la Academia, con elementos del Romanticismo, así como su aproximación a fuentes literarias (Homero, Shakespeare u Osian).
De retorno a Dinamarca, fue nombrado profesor de la Academia en 1778; en ella, algunos de sus alumnos fueron Christoffer Wilhelm Eckersberg, Caspar David Friedrich, Bertel Thorvaldsen, G.L. Lung y Asmus Jacob Carstens.
En 1780 fue requerido por el gobierno danés para pintar piezas históricas que sirvieran de decoración en el llamado "Salón de los Caballeros" (Riddersal) del Palacio de Christiansborg. Tales pinturas no solo trataron una temática histórica sino también alegorías y cuestiones mitológicas, con jeroglíficos y otros símbolos que reflejaban su adhesión a la Revolución francesa; por tal motivo el rey danés rechazó tales diseños, los cuales se perdieron durante un incendio ocurrido en 1794.

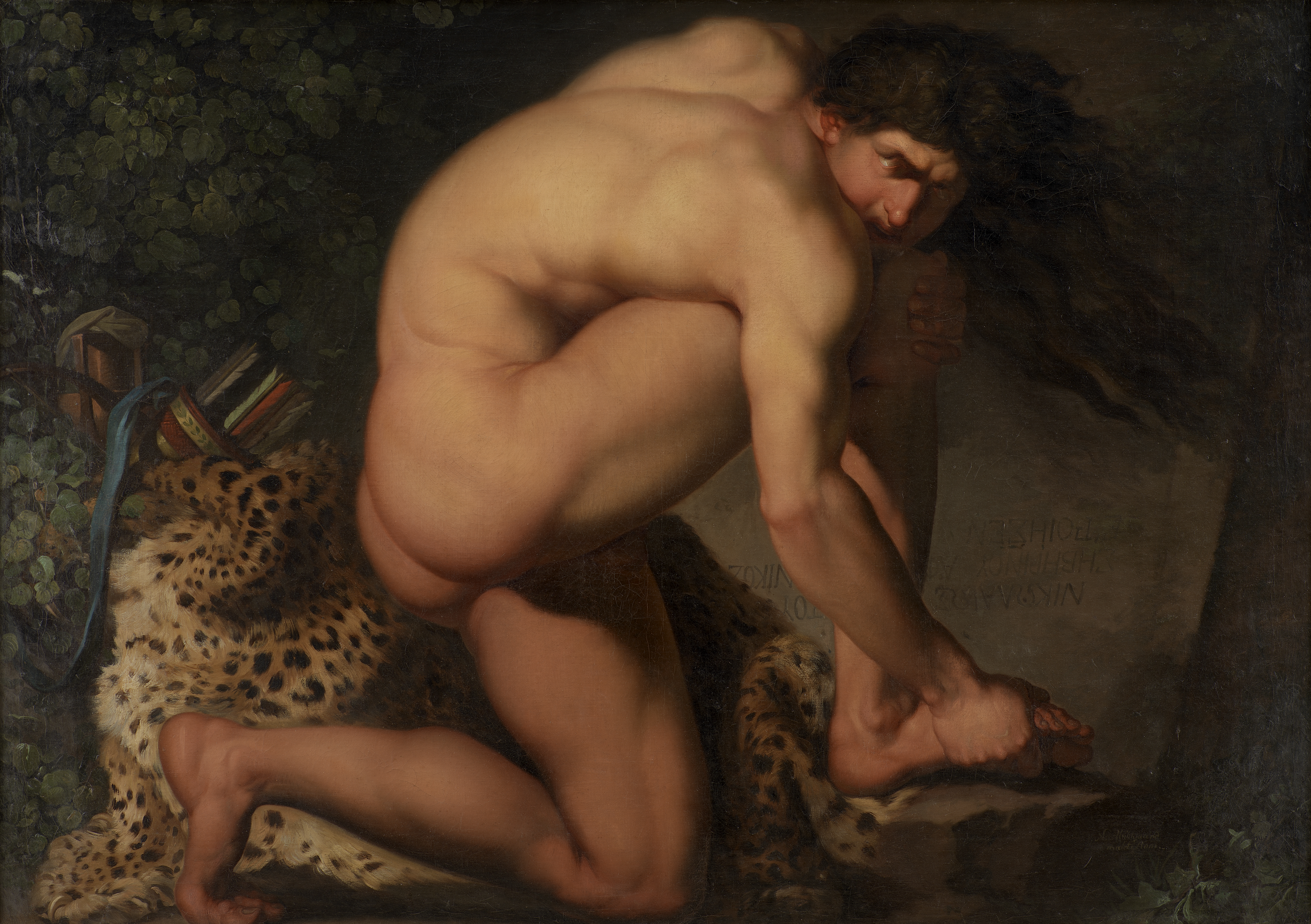
Filoctetes, óleo de 1775 en el Statens Museum for Kunst.

Tal como se ha indicado, el estilo de N. Abildgaard fue clasicista, o, mejor dicho, neoclasicista con un trasfondo romántico, en el cual se ha destacado su notable sentido del color y una evidente preferencia por los temas históricos.
Dirigió la Academia de Copenhague de 1789 a 1791 y de 1801 a 1809, en ese tiempo escribió numerosos estudios referidos a la teoría e historia del arte.

## Principales obras
- Filoctetes, 1775 (pintura sobre lienzo, Copenhague).
- Osian, 1782 (pintura sobre lienzo, Copenhague).
- Emilia's Kilde , 1782 (escultura).
- Pesadilla (1800).
- Sócrates y Júpiter pesando el destino de los humanos.